# Eldridge Peak
Eldridge Peak är en bergstopp i Antarktis. Den ligger i Västantarktis. Inget land gör anspråk på området. Toppen på Eldridge Peak är 1 834 meter över havet.
Terrängen runt Eldridge Peak är platt åt sydväst, men åt nordost är den kuperad. Trakten är obefolkad. Det finns inga samhällen i närheten.